# Sinophthalmidium
Sinophthalmidium es un género de foraminífero bentónico de la familia Ophthalmidiidae, de la superfamilia Cornuspiroidea, del suborden Miliolina y del orden Miliolida. Su especie tipo es Sinophthalmidium diffusum. Su rango cronoestratigráfico abarca el Cretácico.

## Discusión
Clasificaciones más recientes incluirían Sinophthalmidium en la superfamilia Nubecularioidea.

## Clasificación
Sinophthalmidium incluye a las siguientes especies:
- Sinophthalmidium diffusum †
- Sinophthalmidium formosum †
- Sinophthalmidium hubeiensis †
- Sinophthalmidium magnus †
- Sinophthalmidium planatum †
- Sinophthalmidium tori †, también considerado como Ophthalmidium tori